# Gamma2 Caeli
Título a ser usado para criar uma ligação interna é Gamma2 Caeli.
Gamma2 Caeli (Caeli) é uma estrela na direção da constelação de Caelum. Possui uma ascensão reta de 05h 04m 26.14s e uma declinação de −35° 42′ 18.7″. Sua magnitude aparente é igual a 6.32. Considerando sua distância de 334 anos-luz em relação à Terra, sua magnitude absoluta é igual a 1.27. Pertence à classe espectral F2IV/V. É uma estrela variável delta Scuti.